# Lesueurs wateragame
Lesueurs wateragame (Intellagama lesueurii) of Australische wateragame is een hagedis uit de familie agamen (Agamidae).

## Naam en indeling
De Nederlandstalige naam is vernoemd naar de Franse natuuronderzoeker Charles Alexandre Lesueur. De naam 'wateragame' slaat op de sterk waterminnende levenswijze van de agame.
De wetenschappelijke naam van de soort werd voor het eerst voorgesteld door John Edward Gray in 1831. Oorspronkelijk werd de naam Lophura lesueurii gebruikt. De soort werd vervolgens lange tijd tot het geslacht Physignathus gerekend, waardoor de wetenschappelijke naam Physignathus lesueurii in de literatuur nog vaak wordt gebruikt. Later werd de soort tot het niet meer erkende geslacht Istiurus gerekend. In 2012 is de soort in het monotypische geslacht Intellagama geplaatst.
In Australië staat de hagedis wel bekend als 'Australian water dragon'.

### Ondersoorten
De soort wordt verdeeld in twee ondersoorten die onderstaand zijn weergegeven, met de auteur en het verspreidingsgebied.
| Naam                           | Auteur      | Verspreidingsgebied                 |
| ------------------------------ | ----------- | ----------------------------------- |
| Intellagama lesueurii howittii | Mccoy, 1884 | Australië, mogelijk in Nieuw-Guinea |
| Intellagama lesueurii          | Gray, 1831  | Australië                           |

## Uiterlijke kenmerken
De kopromplengte is ongeveer 25 centimeter, de staart is langer dan het lichaam. Het lichaam en de staart zijn sterk zijwaarts afgeplat. Van de verwante Chinese wateragame is deze soort te onderscheiden doordat het lichaam meestal grijs is en niet groen. Ook heeft Lesueurs wateragame een veel langere vlek achter het oog die meestal zwart van kleur is, en een kam boven ieder oog bij volwassen exemplaren. Jonge dieren hebben een donkergroen lijf met lichte banden, bijna volwassen exemplaren hebben zwarte strepen op de rug. Oudere dieren hebben 8 tot 10 meestal zwarte vlekken op de rugkam die aan de zijkanten wel enigszins uitlopen maar van een dorsale bandering is geen sprake meer. De buikzijde is wit tot geelwit van kleur.
Van de nek tot op de staart is een lichte kam aanwezig, die met name in de nek grote stekels draagt, vooral bij de mannetjes. Op de poten, flanken en de kop zijn stekelige bultjesrijen aanwezig. Geslachtsrijpe exemplaren krijgen een rode buik. Mannetjes worden groter dan vrouwtjes en hebben ook bredere kaken.

## Levenswijze

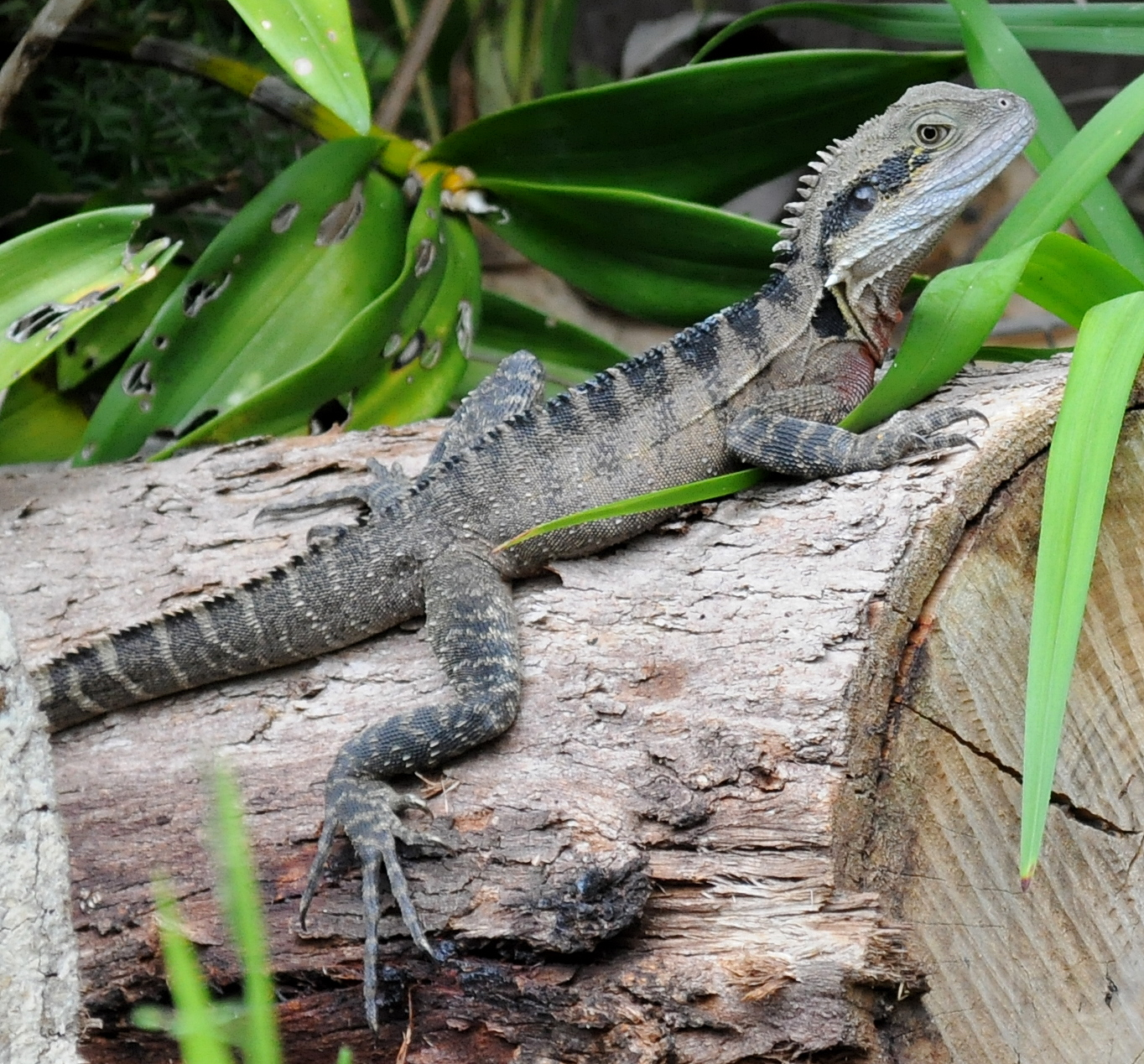
Physignathus lesueurii lesueurii, Sydney.

Lesueurs wateragame is een typische oeverbewoner die meestal op een boven het water hangende tak of boomstronk ligt te zonnen. In tegenstelling tot de meeste andere hagedissen houdt deze soort juist van water en is er goed op aangepast. Bij verstoring springt het dier in het water, soms van een hoogte van meerdere meters. De hagedis kan meer dan een uur onder water blijven. Er is ook beschreven dat het dier onder water slaapt.
Jongere dieren eten uitsluitend insecten en andere kleinere ongewervelden. Naarmate de agame ouder wordt gaat het wat grotere prooien eten zoals kleine knaagdieren, amfibieën of vissen. Daarnaast wordt er ook steeds meer plantaardig voedsel gegeten zoals vruchten en bessen. Het menu is niet overwegend plantaardig zoals het geval is bij de groene leguaan (Iguana iguana) en de Chinese wateragame (Physignathus cocincinus). Na een maaltijd wordt in het water 'gepoedeld', waarbij de dieren kopje-onder gaan en met de poten langs de kop strijken. Dit natuurlijke gedrag dient niet alleen om etensresten te verwijderen, maar ook om van parasieten af te komen in de plooien van de kop en huidresten na een vervelling eraf te krabben met de scherpe nagels.

## Verspreiding en habitat
Lesueurs wateragame komt voor in de oostelijke kuststreken van Australië en komt voor in de staten New South Wales, Queensland en Victoria. Mogelijk komt de hagedis ook voor in Nieuw-Guinea maar dit is niet waarschijnlijk. Er is ooit een exemplaar gekocht in Nieuw-Guinea in 1871 dat in 1915 werd beschreven. Daarnaast zijn de dieren niet meer in het land gezien.
De habitat bestaat uit vochtige streken zoals begroeide hellingen en heuvels bij meren, rivieren en brede rivierarmen in tropische en subtropische bossen. Ook stranden langs de kust zijn een geschikte habitat. De agame heeft een grote tolerantie voor door de mens aangepaste gebieden en komt voor tot in grote steden zoals Brisbane. Hier leven de dieren in tuinen en parken en eten menselijk afval en voedsel dat aan ze wordt gevoerd door mensen.

## Beschermingsstatus
Door de internationale natuurbeschermingsorganisatie IUCN is de beschermingsstatus 'veilig' toegewezen (Least Concern of LC).